# Mulyoagung (Dau)
Mulyoagung is een bestuurslaag in het regentschap Malang van de provincie Oost-Java, Indonesië. Mulyoagung telt 16.377 inwoners (volkstelling 2010).